# Anticyclone
Pour les articles homonymes, voir Anticyclone (homonymie).

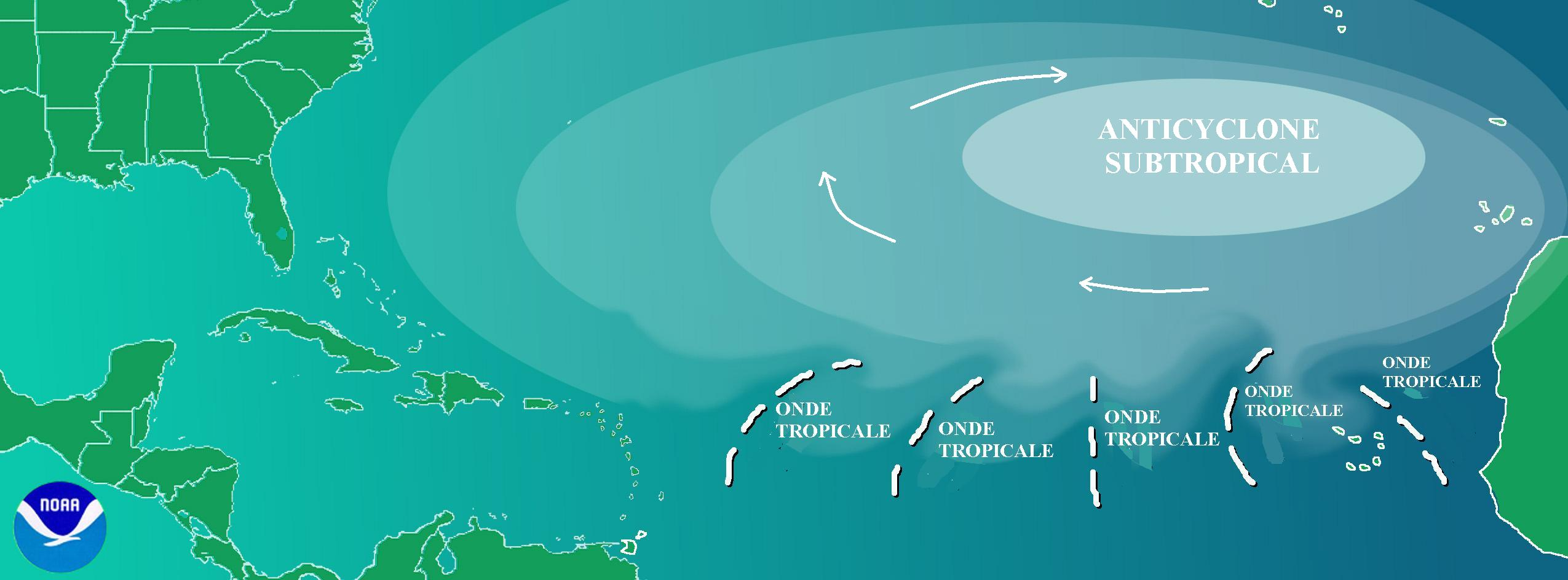
Vent autour d'un anticyclone dans l'hémisphère nord

Un anticyclone est une zone fermée de pressions atmosphériques élevées relativement à celles du voisinage . C'est le système inverse d'un cyclone, d'où son nom.
Sur une carte synoptique de surface, l'anticyclone est caractérisé par des courbes isobares (généralement plus de 1 013 hPa au niveau de la mer) et une pression maximale au centre. Sur les cartes d'altitude, il est repérable par un centre d'isohypses de valeurs relativement plus élevées.
Le sens de rotation des vents autour du centre de l'anticyclone est lié à la force de Coriolis : dans le sens horaire dans l'hémisphère nord et dans le sens anti-horaire dans l'hémisphère sud. C'est ce qui définit également la circulation anticyclonique. La formation d'un anticyclone est l'anticyclogénèse et sa dissipation l'anticyclolyse.
Les anticyclones sont principalement caractérisés par un lent mouvement vertical descendant de l'air qui augmente la pression de l'air sur le sol et qui a un effet dissipatif de la couverture nuageuse et des précipitations associées, garantissant ainsi du temps sec et ensoleillé. De plus, le gradient horizontal de pression relativement faible autour des anticyclones engendre des vents légers voire inexistants notamment au centre de ceux-ci. Tout comme dans le cas des dépressions, il existe des anticyclones à caractère semi-permanent, les centres d'action, ayant une grande influence sur le mouvement des flux perturbés et sur la circulation des vents. Les anticyclones se prolongent souvent en étirant une crête barométrique, ou dorsale, à caractère temporaire mais ayant les mêmes effets que les anticyclones à la seule différence que leur circulation n'est pas fermée.

## Types d'anticyclones
De façon globale, les anticyclones peuvent se diviser en anticyclones subtropicaux, anticyclones polaires stationnaires, anticyclones migratoires des latitudes moyennes, anticyclones de blocage ou en anticyclones lents dans une invasion polaire. Tous ces anticyclones se classent en deux types d'anticyclones selon leur mécanisme de formation : thermiques ou dynamiques. Certains anticyclones résultent des deux types de phénomènes, ils sont alors appelés anticyclones thermodynamiques.

### Thermiques

Graphique montrant le changement de pression avec la hauteur et le mouvement de l'air.

Les anticyclones thermiques, comme celui de Sibérie, sont formés lorsqu'une masse d'air se refroidit et se contracte, contenant par conséquent une plus grande densité de particules et, de ce fait, exerçant une forte pression sur le sol. La température de l'air est très basse et peut atteindre des valeurs extrêmes, ce qui explique que ce type d'anticyclone obtient les plus hautes mesures de pression. Ces anticyclones se forment surtout dans les masses d'air très froides près des Pôles. En général, ils ont une épaisseur réduite, surtout pour les anticyclones quasi permanents du Groenland et de l'Antarctique, et sont surmontés par une dépression en altitude. C'est globalement le mécanisme de formation des anticyclones polaires stationnaires ainsi que des anticyclones lents dans une invasion polaire. Ce sont des anticyclones à cœur froid qui s'affaiblissent rapidement avec l'altitude.

### Dynamiques
Les anticyclones dynamiques comme celui des Açores sont dus à la circulation atmosphérique même et non au refroidissement de la masse d'air. La circulation atmosphérique oblige certaines masses d'air à se comprimer dans un flux descendant et à s'alourdir donnant ainsi des zones de hautes pressions. Dans ce genre d'anticyclone, la subsidence s'effectue à très grandes proportions à la suite d'une forte convergence des vents en altitude dans la haute troposphère. Ces anticyclones s'étendent souvent haut en altitude. Ils se forment n'importe où sur le globe mais certains sont semi-permanents au niveau des Tropiques dans la cellule de Hadley. Cette ceinture de vastes zones anticycloniques présente au niveau de la plupart des déserts chauds dans le monde porte le nom de crête subtropicale. Les anticyclones subtropicaux, migratoires des latitudes moyennes et ceux de blocage suivent généralement ce type de développement. Ce sont des anticyclones à cœur chaud qui se renforcent rapidement avec l'altitude.

### Anticyclone de méso-échelle

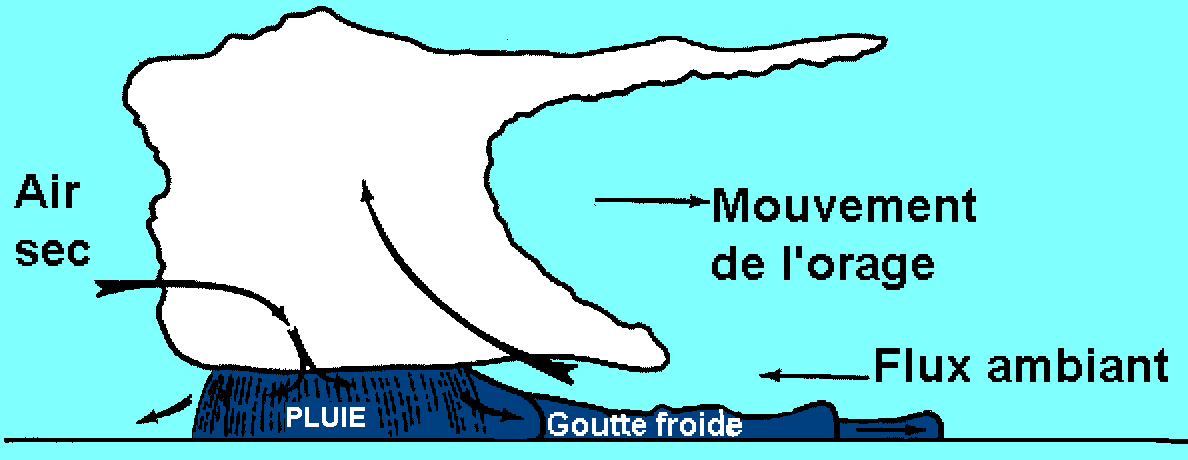
Goutte froide descendante créant un anticyclone de méso-échelle.

Un anticyclone de méso-échelle est une zone de haute pression qui se forme sous le courant descendant des orages. Bien que ce ne soit pas toujours le cas, il est généralement associé à un système convectif de méso-échelle comme une ligne de grain.
Ce type d'anticyclone thermique est associé à la masse d'air de la goutte froide en équilibre hydrostatique qui descend d'un orage, celle-ci étant en grande partie due à l'évaporation des précipitations dans et sous le nuage. En effet, elles tombent dans le courant descendant qui est insaturé, conduisant à un refroidissement de l'air qui s'y trouve par la perte de chaleur latente que nécessite l'évaporation. Le refroidissement de l'air entraîne une augmentation de la pression à mesure que l'air devient plus dense.
Bien que n'étant pas le mécanisme principal derrière l'anticyclone, la fusion ou le refroidissement sensible de l'air par de la grêle dans les précipitations peut également conduire à une pression accrue dans celui-ci. Finalement, une source additionnelle de pression accrue est la masse des hydrométéores qui augmente la vitesse du courant descendant, ce qui entraîne une augmentation de la pression lorsque l'air converge à la surface. Tandis que la charge des hydrométéores n'est pas un contributeur principal de la pression accrue, c'est un processus non-hydrostatique qui peut augmenter la pression jusqu'à 2 hPa.

## Vents autour d'un anticyclone

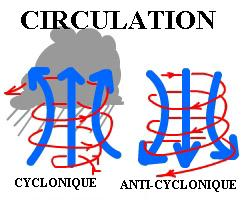
Circulation cyclonique et anticyclonique, dans l'hémisphère nord, ainsi que le mouvement vertical

À une assez bonne approximation près, on peut dire que la force et la direction du vent sont influencés, d'une part par la force du gradient horizontal de pression atmosphérique et d'autre part par la force de Coriolis. Dans les quelques premières centaines de mètres au-dessus du sol, la force de friction agit aussi sur le vent de manière significative.
L'air est d'abord mis en mouvement des hautes vers les basses pressions puis la force de Coriolis le dévie vers la droite dans l'hémisphère nord mais à gauche dans celui du sud. Lorsque ces forces ont atteint leur équilibre, le vent souffle plus ou moins parallèlement aux isobares (ligne d'égale pression) avec les plus basses pressions à gauche dans l'hémisphère nord, et à droite dans celui du sud. Comme un anticyclone est une zone de maximum de pression, la circulation autour de celui-ci sera horaire dans l'hémisphère nord et anti-horaire dans l'autre. Près de la surface, la composante de friction ralentit le vent et fait changer l'écoulement lui donnant une composante légère vers les pressions plus basses.
Une analyse de l'équilibre des forces à l'origine des vents montre qu'une courbure anticyclonique de la trajectoire favorise des vents plus forts ce qui veut dire que les vents autour d'un anticyclone sont légèrement plus forts que le calcul du vent géostrophique donnerait. Toutefois, il existe aussi une limite physique démontrable et très significative quant à l'intensité de la force horizontale de pression en milieu fortement anticyclonique. La distance entre les isobares au centre d'un anticyclone est ainsi moins grande que sur son pourtour et donc les vents sont plus légers au centre qu'en périphérie.
Une considération populaire veut que les vents autour des anticyclones persistants constituent un obstacle défavorable au passage des perturbations venant de l'ouest. En effet, la circulation dans la colonne d'air au-dessus d'un anticyclone est stable et amène généralement un temps sec et ensoleillé. Cependant, il s’agit là d’une simplification, la circulation atmosphérique en altitude devant être considérée dans le déplacement des systèmes dépressionnaires.

## Climatologie

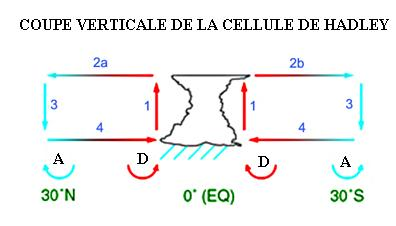
Les cellules de Hadley transportent chaleur et humidité des tropiques vers les latitudes moyennes.

Dans la région entre 30 et 35 degrés de latitude nord et sud (les latitudes des chevaux) se retrouve de façon globale une ceinture anticyclonique subtropicale, dite crête subtropicale. Celle-ci est formée par des anticyclones de type dynamiques subtropicaux semi-permanents. C'est la partie descendante des cellules de Hadley, faisant partie de la circulation atmosphérique générale. En effet, près de l'équateur, où la force de Coriolis est assez faible, une circulation directe de l'air s'établit. Dans les bas niveaux de l'atmosphère, la différence de température entre l'équateur et les régions plus au nord moins réchauffées donne lieu à la zone de convergence intertropicale où l'air plus chaud se soulève à cause de la convergence et de la poussée d'Archimède. Par la suite, cet air se refroidit en altitude et redescend plus au nord et au sud. Le tout selon le diagramme ci-contre.
Ceci donne climatologiquement un climat sec et ensoleillé à ces latitudes sous une circulation anticyclonique prédominante. On retrouve dans cette zone la plupart des grands déserts chauds terrestres tel que le Sahara, le désert d'Arabie, le désert de Syrie, le désert de Libye et d'autres encore. Ces zones plus ou moins permanentes de haute pression ont acquis des noms régionaux. On parle ainsi de l'anticyclone des Bermudes, aussi connu comme celui des Açores, dans l'Atlantique Nord ainsi que de l'anticyclone du Pacifique à l'ouest de la côte californienne. Ceci ne veut pas dire que la position et l'intensité de ces anticyclones soient permanentes, juste qu'en moyenne on retrouve des anticyclones autour de ces régions.

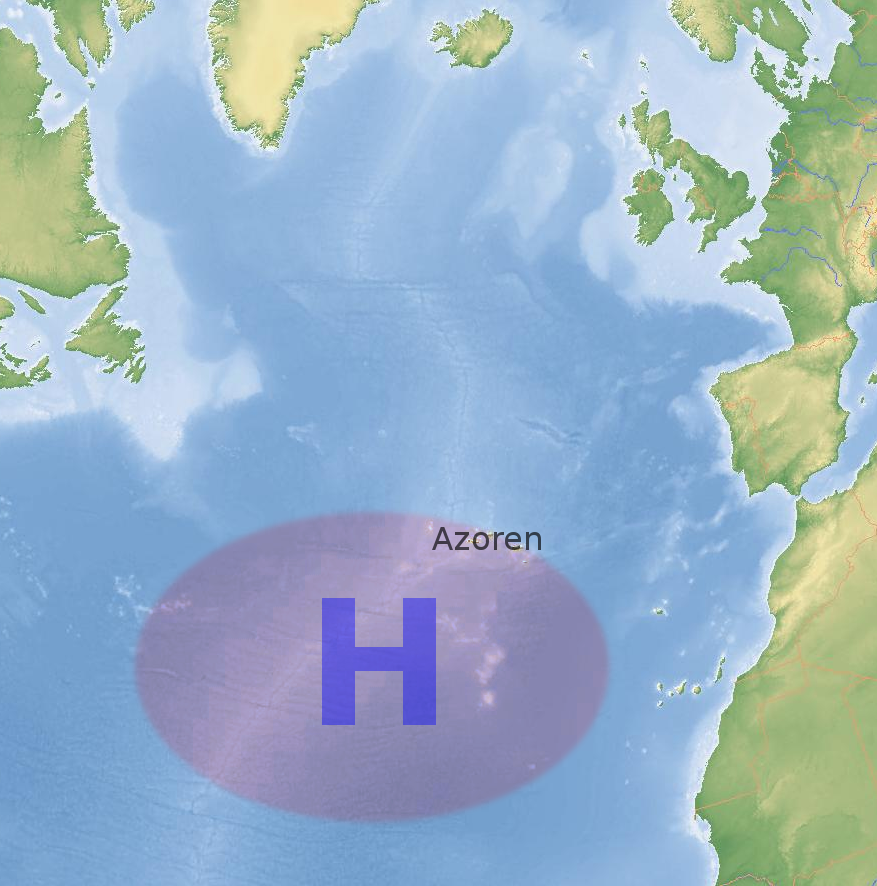
Position habituelle de l'anticyclone des Açores au-dessus de l'océan Atlantique.

Leur influence ne s'arrête pas là. Par exemple, l’anticyclone de l'Atlantique Nord/des Açores/des Bermudes apporte du temps sec, ensoleillé et chaud de la côte est de l’Amérique du Nord à l’Europe de l'Ouest en été grâce à la subsidence à grande échelle d'un air sec en altitude et à la masse d'air modérément chaude et relativement sèche présente en basses couches et transportée par le système sur son flanc nord nord. Sur son flanc sud, où les vents sont d'est, les ondes tropicales sortant d'Afrique peuvent générer des cyclones tropicaux qui frapperont les Antilles ainsi que l’Amérique centrale et celle du Nord. La crête subtropicale génère également les vents dominants des régions tropicales, les alizés (vents soufflant du nord-est ou du sud-est) à l'origine des vents très secs qui peuvent s'humidifier ou s'assécher encore plus en fonction de la nature de la surface survolée par ces vents.
On retrouve également dans les régions arctiques des conditions qui vont mener à des anticyclones thermiques polaires de longue durée de vie. Ainsi en Sibérie, dans l'Arctique canadien et en Alaska, l'air très froid en surface en hiver, dû à la nuit arctique, forme une couche d'air très dense en surface et des anticyclones peuvent y perdurer plus d'un mois au même endroit. La masse continentale étant plus importante en Sibérie, les anticyclones y sont en général plus importants et persistants que ceux dans le nord-ouest de l'Amérique. L'air venant de ces systèmes va déferler vers les latitudes plus méridionales et donner du temps très froid et sec. Lorsqu'il traverse des barrières naturelles comme des chaînes montagneuses et converge vers de l'air humide, il donne des précipitations abondantes. Par exemple, l’air arctique sortant de l’anticyclone de Sibérie, et qui traverse les montagnes par les cols donnant sur le sous-continent indien, rencontre l’air maritime humide. Ceci favorise la formation de précipitations abondantes dans ce qu'on appelle une mousson hivernale.
Des phénomènes météorologiques à la fois plus rares et persistants aux latitudes moyennes tel que les canicules ou les sécheresses sont dues à un blocage de la circulation atmosphérique d'altitude qui immobilise les centres d'action. Dans le cas, où la situation de blocage est du type anticyclone de blocage, on y trouvera une grande zone de haute pression, un anticyclone important et particulièrement puissant qui fait de la résistance face aux zones de basse pression venues de l'ouest qui seront obligés de contourner l'obstacle et qui maintiendra un temps sec et ensoleillé et qui fera remonter une masse d'air très chaude et plus ou moins sèche venue directement des régions tropicales et subtropicales.

## Temps associé
Les anticyclones apportent généralement du beau temps et des ciels dégagés car le mouvement vertical de l'air y est vers le bas (subsidence) à la suite d'une convergence des vents en haute troposphère et forme une divergence des vents au sol. Cette dynamique atmosphérique fait en sorte que l'air aux altitudes moyennes et élevées et parfois basses subisse un réchauffement et un assèchement par rapport à l'environnement en subissant une compression adiabatique, ce qui permet d'y diminuer l'humidité relative (en dessous de 100 %). Ce processus favorise l'évaporation au sein des parcelles d'air et a donc pour conséquence de dissiper les nuages et d'empêcher le développement de précipitations. Ceci garantit alors la stabilité des couches où l'air a effectué la descente, celle-ci atteignant même le sol à une certaine distance du centre de l'anticyclone. Comme les anticyclones se déplacent souvent lentement, le beau temps peut perdurer plusieurs jours.
Cela est un effet dans la colonne d'air au-dessus du sol qui peut ou non se rendre au sol mais la température en surface va dépendre aussi de plusieurs autres facteurs. De plus, sa couche inférieure peut s'échauffer ou se refroidir localement, en fonction du rayonnement thermique entrant ou sortant. Donc le bilan thermique au sol dépend du rayonnement solaire, du rayonnement thermique émanant du terrain, de la nature du sol ou de l'océan, et surtout de la provenance de la masse d'air. En été, les anticyclones peuvent donc transporter une masse d'air très chaude du côté de leur circulation qui provient de l'équateur, donnant de hautes températures, et humide si en plus elle passe sur l'océan. En hiver, ils seront très froids et secs s'ils proviennent des pôles, donnant de basses températures.
En hiver ou pendant les nuits d'été, les anticyclones peuvent donner naissance à une couche d'inversion thermique : le gradient thermique devient positif, par conséquent la température croît avec l'altitude. Cette couche d'inversion peut être causée par la subsidence de l'air et dans ce cas elle est appelée inversion de subsidence ou bien par le refroidissement nocturne de l'air dû au rayonnement infrarouge lorsque le ciel est bien dégagé, elle est alors appelée inversion nocturne. Une couche d'inversion est synonyme d'une stabilité absolue de l'air. L'air froid plaqué au sol surmonté d'une couche d'air chaud peut se condenser jusqu'à créer et emprisonner brouillard, nuages bas, smog et autres polluants. Dans un tel cas, le vent doit être faible pour éviter un mélange atmosphérique mais c'est fréquemment le cas près du centre de l'anticyclone, où ils sont presque toujours légers. On appelle le brouillard causé par ce refroidissement brouillard radiatif. La basse visibilité causé par l'accumulation de poussière et d'autres polluants entre la surface terrestre et l'inversion de température associée à un anticyclone bien établi et quasi stationnaire se nomme « l'assombrissement anticyclonique ». Cette couche peut perdurer plusieurs jours car le rayonnement solaire n'est pas assez fort pour dissiper l'inversion, notamment en hiver et en automne. 
Les couches inférieures de l'anticyclone peuvent aussi absorber, par évaporation, de l'eau en provenance du sol ou des océans, ce qui explique que l'on aperçoive souvent des nuages convectifs de type cumulus ou stratocumulus en basse altitude en été à cause du réchauffement solaire mais en général ces types de nuages se dissipent rapidement. Ces nuages bien qu'ils aient été créés dans une couche d'air instable d'épaisseur réduite sont connus sous le nom de « nuages de beau temps » car ils ne présentent aucun risque de précipitations étant donné que leur développement vertical est fortement limité à la moyenne troposphère par la stabilité de la couche supérieure. Les anticyclones sont donc des zones calmes sans fronts et sans perturbations.

## Exemples extraterrestres
Jupiter possède le plus grand anticyclone connu : la Grande Tache rouge, dont les dimensions sont supérieures à celles de la Terre. Cet anticyclone existe au moins depuis trois cents ans. D'autres taches similaires existent sur la planète. La géante bleue Neptune possède également d'importants anticyclones dont la durée de vie est de quelques années : les grandes taches sombres. La plus connue est la Grande Tache sombre de 1989. Ces anticyclones au sommet de l'atmosphère des deux planètes peuvent très bien être au-dessus de dépressions thermiques car dans un tel cas le sens de rotation s'inverse avec l'altitude.